# Plac Stanisława

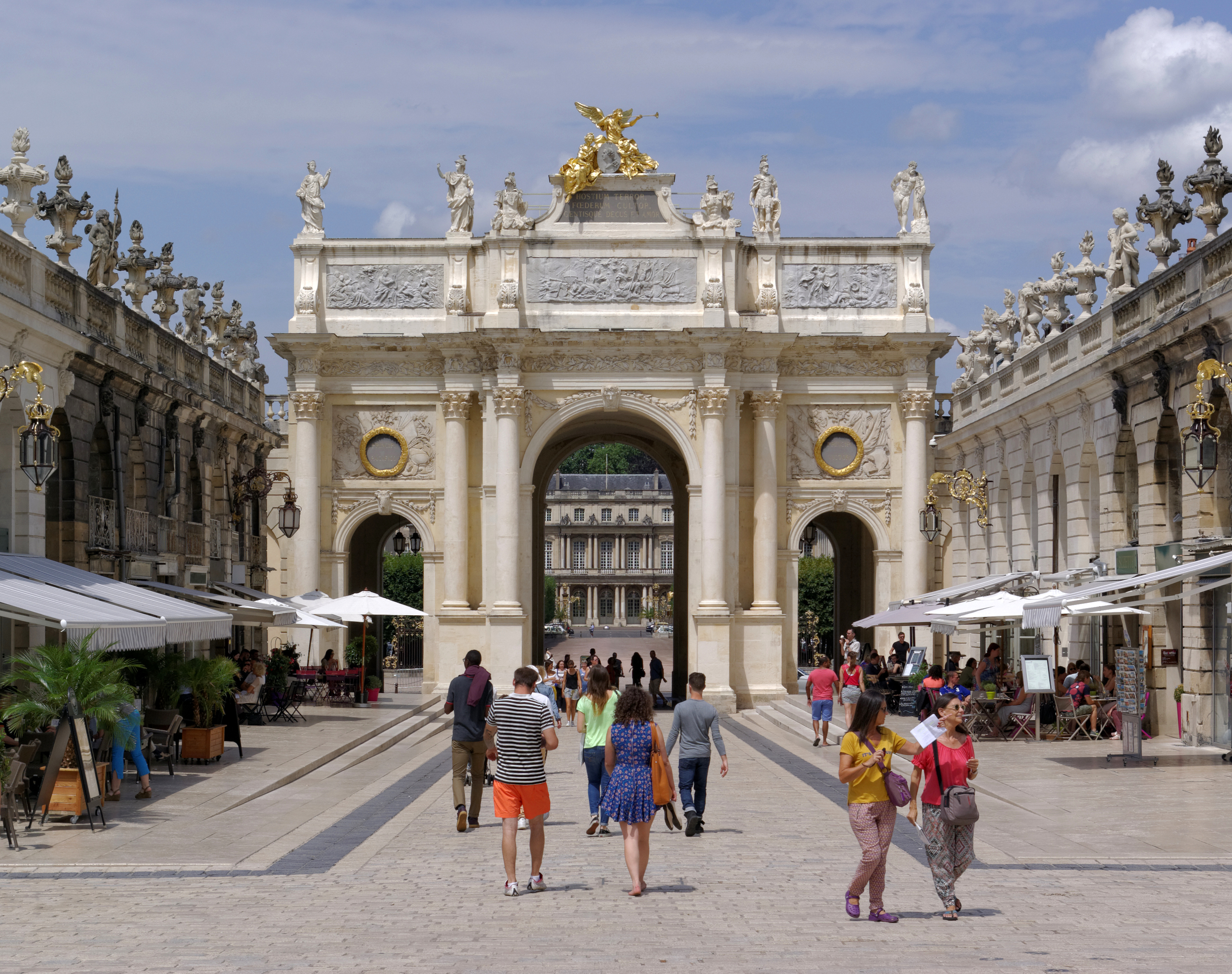
Łuk triumfalny

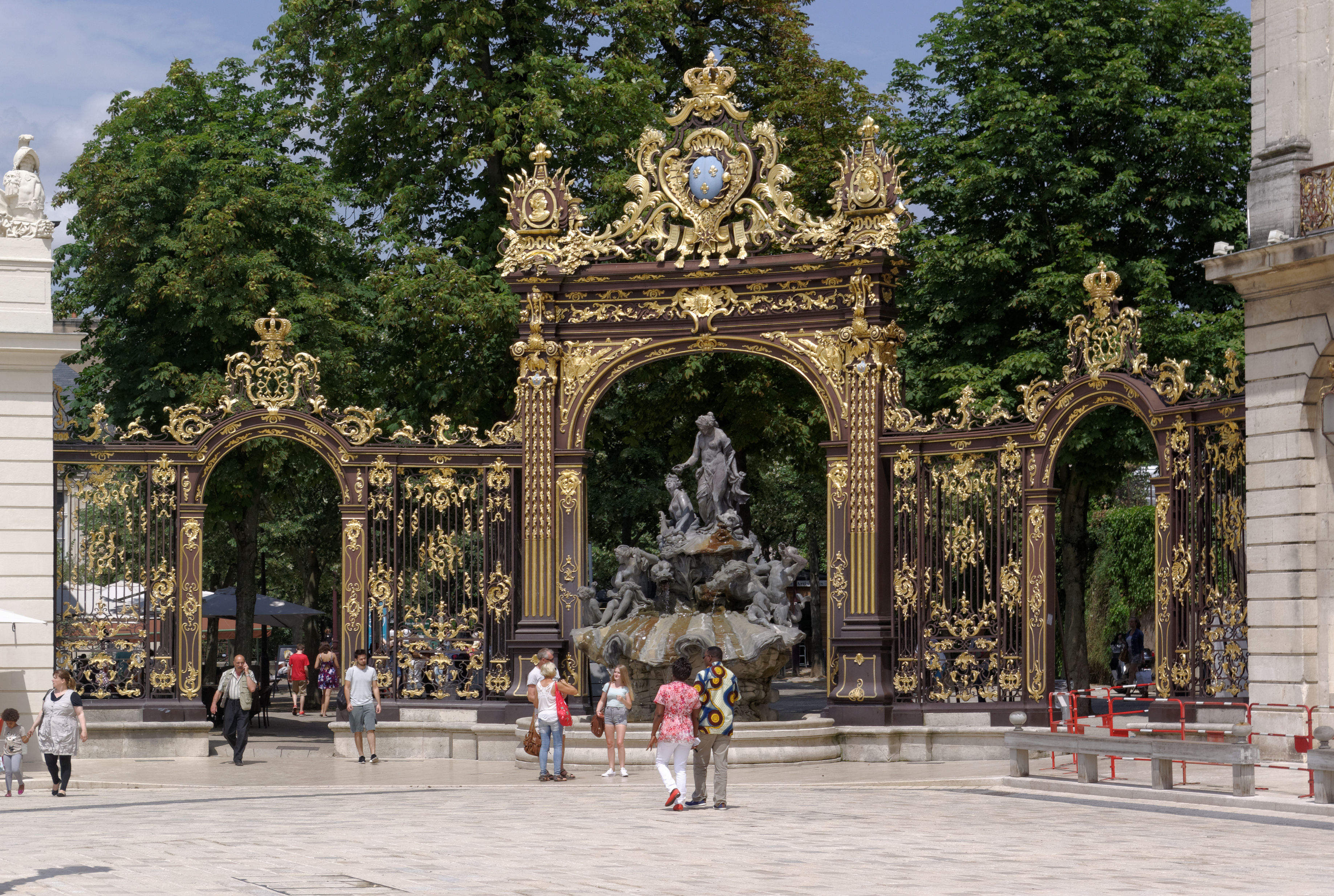
Fontanna Amfitryty

Plac Stanisława (fr. Place Stanislas) – największy plac francuskiego miasta Nancy.
Został zaprojektowany i wykonany w latach 1752–1755 przez Emmanuela Héré. Inicjatorem budowy był dawny król Polski, ówczesny książę Lotaryngii i Baru – Stanisław Leszczyński. Cały projekt zakładał połączenie starego miasta z nowym, wybudowanym za czasów księcia Karola III Wielkiego.
Na środku placu stał pomnik króla Ludwika XV (zięcia Leszczyńskiego), usunięty przez rewolucjonistów. W 1831 w tym miejscu stanęła statua Stanisława Leszczyńskiego.
Plac Stanisława ma długość 125 metrów i szerokość 106 metrów. Do głównych obiektów architektonicznych na placu zalicza się:
- Hôtel de Ville (ratusz miejski)
- budynek opery i teatru
- Muzeum Sztuk Pięknych
- łuk triumfalny (fr. Arc Héré lub Porte Héré)
- fontanny Amfitryty i Neptuna
- pomnik Stanisława Leszczyńskiego

W 1983 Plac Stanisława (Place Stanislas) wraz z sąsiednimi placami Place de la Carrière oraz Place d’Alliance został zapisany na liście światowego dziedzictwa UNESCO, ze względu na nowatorskie i niespotykane nigdzie indziej jak na owe czasy rozwiązania architektoniczne.